# Anila campestris
Anila campestris là một loài thực vật có hoa trong họ Đậu. Loài này được (Bong. ex Benth.) Kuntze mô tả khoa học đầu tiên năm 1891.